# The Life of Pablo
The Life of Pablo este al șaptelea album al rapper-ului și producătorului american Kanye West. A fost lansat la 14 februarie 2016 prin casa de discuri GOOD Music și a fost distribuit de Def Jam Recordings. Sesiunile de înregistrare au avut loc între 2013 și 2016, în Italia, Mexic, Canada și Statele Unite. West, împreună cu o varietate de producători, printre care producătorii executivi Rick Rubin și Noah Goldstein, s-au ocupat de producție. West i-a avut ca invitați pe album pe Chance the Rapper, Kid Cudi, Desiigner, Rihanna, The Weeknd, Ty Dolla Sign, Post Malone, Kendrick Lamar, Sia, Vic Mensa, Chris Brown și Young Thug.
Mai multe single-uri promoționale au precedat lansarea albumului, printre care piesele „Real Friends” și „No More Parties in LA”. În lunile de dinaintea lansării, titlul și lista de piese au trecut prin mai multe schimbări. West a redat în premieră o versiune la Madison Square Garden la 11 februarie, 2016, ca parte a prezentării de modă Yeezy Season 3. După mai multe sesiuni suplimentare și schimbări, lansarea a avut loc exclusiv pe platforma de streaming Tidal trei zile mai târziu
După debutul oficial, West a continuat să facă schimbări albumului. O versiune actualizată a fost lansată pe alte servicii de streaming la 1 aprilie 2016. Single-urile „Famous”, „Father Stretch My Hands” (compus din două părți) și „Fade” au fost lansate în 2016, pentru promovarea albumului. Albumul a primit în general recenzii pozitive din partea criticilor de muzică, mulți îndreptându-și atenția spre natura fragmentată și neterminată a compoziției. Mai multe publicații au numit albumul unul dintre cele mai bune din 2016.

## Istoric și dezvoltare
Pe 9 februarie 2016, cu câteva zile înainte de lansare, West a schimbat titlul în Viața lui Pablo. Pe 11 februarie, West a lansat o versiune timpurie a albumului la Madison Square Garden în timpul prezentării liniei sale de îmbrăcăminte Yeezy sezonul 3. În urma previzualizării, West a anunțat că va modifica din nou lista de melodii înainte de lansarea sa publică. El a amânat lansarea și mai mult pentru a finaliza înregistrarea piesei „Waves”, la cererea co-scenariului Chance the Rapper.
În noiembrie 2013, Kanye West a început să lucreze la al șaptelea album, intitulat So Help Me God, cu o dată de lansare în 2013. Q-Tip a anunțat că el și Rick Rubin, unul dintre producătorii executivi ai albumului lui West, Yeezus (2013), vor produce albumul. Primele sesiuni de înregistrare au avut ca rezultate mai multe piese lansate ca single-uri sau cedate altor artiști, printre care colaborările lui West cu Paul McCartney, „All Day”, „Only One” și colaborarea celor doi cu Rihanna, „FourFiveSeconds”. În 2015, West a anunțat că noul titlu al albumului va fi SWISH, deși a susținut că titlul poate fi schimbat din nou. West a anunțat în ianuarie 2016 că SWISH va fi lansat pe 11 februarie. Acesta a lansat o nouă piesă, „Real Friends” în ianuarie, și un fragment din „No More Parties in LA”. Aceste lansări au readus la viață inițiativa GOOD Fridays, în care West a lansat un nou single în fiecare zi de vineri. La 26 ianuarie 2016, West a dezvăluit că a schimbat titlul albumului în Waves.
Piesa „Famous”, cu invitații Rihanna și Swizz Beatz, a fost criticată pe social media pentru versul controversat prin care West se referă la cântăreața americană Taylor Swift, pe care West a întrerupt-o în cadrul premiilor MTV Video Music Awards din 2009, când Swift rostea discursul de acceptare pentru un premiu.
La 9 februarei 2016, cu câteva zile înainte de lansare, West a schimbat titlul în The Life of Pablo. La 11 februarie, West a ținut premiera unei versiuni a albumului la Madison Square Garden, în timpul prezentării de modă Yeezy Season 3. După premieră, West a anunțat că va modifica lista de piese înainte de lansarea publică. Acesta a amânat din nou lansarea pentru a termina înregistrarea piesei „Waves”, după cererea co-scriitorului, Chance the Rapper.